# ذليس (النادرة)

تعديل مصدري - تعديل

ذليس محلة تابعة لقرية الضيق، التابعة لعزلة حدة بمديرية النادرة إحدى مديريات محافظة إب في الجمهورية اليمنية، بلغ تعداد سكانها 71 حسب تعداد اليمن لعام 2004.